# Liste der Kulturdenkmale in Salzatal
In der Liste der Kulturdenkmale in Salzatal sind alle Kulturdenkmale der Gemeinde Salzatal und ihrer Ortsteile aufgelistet. Grundlage ist das Denkmalverzeichnis des Landes Sachsen-Anhalt, das auf Basis des Denkmalschutzgesetzes des Landes Sachsen-Anhalt vom 21. Oktober 1991 durch das Landesamt für Denkmalpflege und Archäologie Sachsen-Anhalt erstellt und seither laufend ergänzt wurde (Stand: 31. Dezember 2022).
Diese Liste ist eine Teilliste der Liste der Kulturdenkmale im Saalekreis.

## Kulturdenkmale nach Ortsteilen

### Gerbstedt, Halle (Saale), Hettstedt, Lutherstadt Eisleben, Salzatal
| Lage                                                                              | Bezeichnung     | Beschreibung                | Erfassungs- nummer | Ausweisungsart | Bild           |
| --------------------------------------------------------------------------------- | --------------- | --------------------------- | ------------------ | -------------- | -------------- |
| Stadt Halle (Saale), Salzatal, Lutherstadt Eisleben, Gerbstedt, Hettstedt (Karte) | Eisenbahnanlage | Halle-Hettstedter Eisenbahn | 107 40096          | Baudenkmal     | Weitere Bilder |

### Beesenstedt
| Lage | Bezeichnung | Beschreibung | Erfassungs- nummer | Ausweisungsart               | Bild           |
| --- | ----------- | --- | ------------------ | ---------------------------- | -------------- |
| Nordwestlich der Ortslage, an der Kreisgrenze zum Mansfelder Land, Braunschweiger Straße 5 (Karte) | Wegweiser   | Wegweiser | 094 61249          | Kleindenkmal                 | BW             |
| Bahnhofstraße, Gemarkung Beesenstedt, Flur 5, Flurstück 216/18 | Wasserturm  | Wasserturm | 107 40096 006      | Teilobjekt eines Baudenkmals |                |
| Eichendorffstraße 1 bis, 17 Eschenweg 2, 3 Kirchplatz 1 bis 8, 9 Kurze Straße 1 Lindenstraße 1 bis 4 Neuer Friedhof Schlossstraße (alt: Eislebener Straße) 12 bis 21, 25 bis 32, 33a, 34 bis 36, 39 bis 41 (alt: 12, 13, 14, 15, 16, 17, 18, 19, 20, 24, 25, 26, 27, 28, 29, 30, 31, 32, 33a, 34, 35, 36, 39, 40, 41) Zum Kloschwitzer Grund (alt: Kloschwitzer Grund) 1 Zum Sportplatz (alt: Straße der DSF) 1, 3 (Karte) | Ortskern    | Gewachsenes, von seiner Struktur ungestört erhaltenes bauliches Ensemble, vorrangig ein- bis zweigeschossige Massivbauten des 17. bis 19. Jh., zum Ensemble u.a. gehörend: Kirche, Schloss, alter und neuer Friedhof, ehemalige Dorfschule, zwei Dorfgasthöfe, zahlreiche Hofanlagen, historische Straßen- und Gehwegpflasterung | 094 55449          | Denkmalbereich               | Weitere Bilder |
| Kirchplatz (Karte) | Friedhof    | Historischer bzw. alter Friedhof mit einigen sehr qualitätvollen barocken Grabsteinen, Standort der 1802 eingestürzten Vorgängerkirche von St. Johannes | 094 55454          | Baudenkmal                   | Weitere Bilder |
| Kirchplatz 1 (Karte) | Pfarrhof    | Das Pfarrhaus ist ein langgestreckter Bruchsteinbau mit einem hohen Fachwerkgiebel. Über der Tür ist es auf das Jahr 1720 datiert, im Kern ist das Bauwerk jedoch älter. Auf dem Hof befindet sich ein hölzerner, runder Taubenturm auf einem Bruchsteinsockel. Der Aufbau des Turms wurde im Jahr 1985 erneuert.                | 094 55452          | Baudenkmal                   | Weitere Bilder |
| Schlossstraße (alt: Eislebener Straße) (Karte) | Kirche      | St. Johannes | 094 55451          | Baudenkmal                   | Weitere Bilder |
| Schlossstraße (alt: Eislebener Straße) 31 (Karte) | Rittergut   | Schloss Beesenstedt I | 094 55450          | Baudenkmal                   | Weitere Bilder |

### Benkendorf
| Lage                                                              | Bezeichnung | Beschreibung | Erfassungs- nummer | Ausweisungsart               | Bild           |
| ----------------------------------------------------------------- | ----------- | --- | ------------------ | ---------------------------- | -------------- |
| (Karte)                                                           | St. Michael | Kirche St. Michael, vom Ursprung romanisch, aus der 2. Hälfte des 12. Jh., Schiff 1499 verlängert, um 1750 barockisiert                              | 094 55576          | Baudenkmal                   | Weitere Bilder |
| Finkenweg 5 (Karte)                                               | Wohnhaus    | | 094 55581          | Baudenkmal                   | BW             |
| Gartenweg 5 (Karte)                                               | Wohnhaus    | Bruchsteinbau mit Lehmobergeschoss, errichtet 1806 oder 1807, auf der Hofseite zwei Inschrifttafeln aus Sandstein mit Rahmung                        | 094 55577          | Baudenkmal                   | Wohnhaus       |
| Gartenweg 8 Michaelisstraße (alt: Straße des Friedens) 19 (Karte) | Bauernhof   | Wentzelsches Gut, größtes Gehöft im Ort, Wohnhaus aus dem 19. Jahrhundert mit zweiläufiger Freitreppe, Wirtschaftsgebäude mit zahlreichen Dachgaupen | 094 55578          | Baudenkmal                   | Weitere Bilder |
| Quillschinaer Weg 1 (Karte)                                       | Wohnhaus    | Kleines Wohnhaus mit Mansarddach, laut Inschrift 1787 errichtet                                                                                      | 094 55579          | Baudenkmal                   | Wohnhaus       |
| Quillschinaer Weg 11 (Karte)                                      | Wohnhaus    | Wohnhaus von 1872 an exponierter Lage, Portal mit Kranz und Girlandenschmuck                                                                         | 094 55580          | Baudenkmal                   | Wohnhaus       |
| Salzke-Aue                                                        | Damm        | Damm | 107 40096 004      | Teilobjekt eines Baudenkmals |                |

### Bennstedt
| Lage | Bezeichnung    | Beschreibung | Erfassungs- nummer | Ausweisungsart | Bild           |
| --- | -------------- | --- | ------------------ | -------------- | -------------- |
| Karl-Marx-Platz (Karte) | Kirche         | | 094 55038          | Baudenkmal     | Weitere Bilder |
| westlich des Dorfes (Karte) | Mühle          | 1998 noch Reste einer Bockwindmühle vorhanden                                                                                               | 094 55526          | Baudenkmal     | BW             |
| Am Gemeindezentrum (alt: Rosa-Luxemburg-Straße) 3 (Karte) | Gaststätte     | Ehemaliges Gasthaus Friedrichs Eiche, heute Wohnhaus, den Straßenzug dominierender Bau auf L-förmigen Grundriss, im Kern 18. Jahrhundert    | 094 55527          | Baudenkmal     | Gaststätte     |
| Am Gemeindezentrum (alt: Karl-Liebknecht-Straße) 23, 11, 29 (alt: 6, 9, 10) Am Gemeindezentrum (alt: Rosa-Luxemburg-Straße) 3, 9, 10, 12 (alt: 3, 9, 11, 12) (Karte) | Platz          | | 094 55299          | Denkmalbereich | Weitere Bilder |
| An der Kirche (alt: Kirchstraße) 12 Köllmer Straße 1 (Karte) | Bauernhof      | Gutshaus des 19. Jh. mit Schmuckfassade, Mittelrisalit mit Dreiecksgiebel, daneben giebelständige Scheune mit Ziegelband und Inschrift 1877 | 094 55525          | Baudenkmal     | Bauernhof      |
| Karl-Marx-Platz (Karte) | Kriegerdenkmal | | 094 55039          | Baudenkmal     | Kriegerdenkmal |
| Karl-Marx-Platz 13 (Karte) | Pfarrhaus      | Verputzter Ziegelbau auf Bruchsteinsockel, 1912 erbaut                                                                                      | 094 55528          | Baudenkmal     | Pfarrhaus      |
| Lieskauer Straße 1 (Karte) | Herrenhaus     | Marschall-Biebersteinsches Gut | 094 76731          | Baudenkmal     | Herrenhaus     |

### Fienstedt
| Lage | Bezeichnung | Beschreibung | Erfassungs- nummer | Ausweisungsart | Bild           |
| --- | ----------- | --- | ------------------ | -------------- | -------------- |
| (Karte) | Kirche      | St. Stephanus | 094 55301          | Baudenkmal     | Weitere Bilder |
| Dorfring (alt: Dorfstraße) 17 (alt: 36) (Karte) | Bauernhof   | Gehöft Boltze; am Dorfanger gelegene geschlossene Hofanlage mit Wohnhaus auf Sandsteinsockel, im Kern vermutlich noch 18. Jh., in der 2. Hälfte des 19. Jh. überformt | 094 55002          | Baudenkmal     | Bauernhof      |
| Dorfring (alt: Dorfstraße) 17, 7, 6, 4, 5, 3, 2 (alt: 36, 46, 47, 48, 49, 49a, 49b, 50) Elisabeth-Zeidler-Straße (alt: Dorfstraße) 10, 9, 11, 12 (alt: 1, 2, 35, 55) Um die Linde 25, 26, 27 (Karte) | Anger       | Gewachsenes dörfliches Ensemble mit Bauten des 18. und 19. Jh. um einen pappelgesäumten Platz mit Teich                                                               | 094 55001          | Denkmalbereich | Anger          |
| Dorfring (alt: Dorfstraße) 6 (alt: 47) (Karte) | Bauernhof   | | 094 55003          | Baudenkmal     | BW             |
| Wilhelm-Pieck-Straße (Karte) | Friedhof    | Im 19. Jh. angelegter Friedhof, im Osten von geschlossener Sandsteinmauer begrenzt, älteste Grabmale in schmiedeeiserner Umfriedung, schlichte Kapelle                | 094 55004          | Baudenkmal     | Weitere Bilder |

### Gorsleben
| Lage                                                            | Bezeichnung | Beschreibung | Erfassungs- nummer | Ausweisungsart | Bild           |
| --------------------------------------------------------------- | ----------- | ------------ | ------------------ | -------------- | -------------- |
| (Karte)                                                         | Kirche      |              | 094 55463          | Baudenkmal     | Weitere Bilder |
| Am Bahnhofsweg nach Wils, vor dem östlichen Ortsausgang (Karte) | Kreuzstein  |              | 094 61011          | Kleindenkmal   | BW             |
| Naundorfer Weg 4 (Karte)                                        | Gutshaus    |              | 094 55465          | Baudenkmal     | BW             |
| Talstraße (alt: Hauptstraße) 10 bis 13 (Karte)                  | Gutshof     |              | 094 55464          | Baudenkmal     | Gutshof        |
| Talstraße (alt: Hauptstraße) 30, 31 (Karte)                     | Bauernhaus  |              | 094 55466          | Baudenkmal     | BW             |

### Gödewitz
| Lage                                         | Bezeichnung | Beschreibung           | Erfassungs- nummer | Ausweisungsart | Bild      |
| -------------------------------------------- | ----------- | ---------------------- | ------------------ | -------------- | --------- |
| Ringweg (alt: Ringstraße) 6 (Karte)          | Schule      |                        | 094 55322          | Baudenkmal     | BW        |
| Ringweg (alt: Ringstraße) 12, 13, 14 (Karte) | Bauernhof   |                        | 094 55321          | Denkmalbereich | Bauernhof |
| Schäferberg (Karte)                          | Kirche      | Kirchenruine St. Georg | 094 55318          | Baudenkmal     | Kirche    |

### Höhnstedt
| Lage | Bezeichnung            | Beschreibung          | Erfassungs- nummer | Ausweisungsart | Bild                   |
| --- | ---------------------- | --------------------- | ------------------ | -------------- | ---------------------- |
| (Karte) | Kirche                 | St. Lucia und Ottilie | 094 55186          | Baudenkmal     | Weitere Bilder         |
| B 80 (alter Verlauf), Am Klärwerk (Karte) | Distanzstein           |                       | 094 98373          | Kleindenkmal   | Distanzstein           |
| Alte Lindenstraße (alt: Lindenstraße) 8, 9, 14, 15, 16 Alte Mittelstraße (alt: Mittelstraße) 4, 5 Am Ring 1, 2, 3, 4, 5, 5a, 10, 11, 12, 13, 14 Platz des Friedens 4, 5, 7 (Karte) | Ortskern               |                       | 094 55219          | Denkmalbereich | Ortskern               |
| Alte Mittelstraße (alt: Mittelstraße) 7 (Karte) | Toranlage              |                       | 094 55236          | Baudenkmal     | BW                     |
| Alte Mittelstraße (alt: Mittelstraße) 13 (Karte) | Toranlage              |                       | 094 55237          | Baudenkmal     | BW                     |
| Am Ring 1 (Karte) | Wohnhaus               |                       | 094 55218          | Baudenkmal     | BW                     |
| Am Ring 13 (Karte) | Bauernhof              |                       | 094 55220          | Baudenkmal     | BW                     |
| Brunnenweg (Karte) | Friedhof               |                       | 094 55242          | Baudenkmal     | BW                     |
| Hauptstraße (Karte) | Transformatorenstation |                       | 094 55228          | Baudenkmal     | Transformatorenstation |
| Hauptstraße 10 (Karte) | Taubenturm             |                       | 094 55229          | Baudenkmal     | BW                     |
| Hauptstraße 10, 12, 16 (Karte) | Straßenzeile           |                       | 094 55226          | Denkmalbereich | BW                     |
| Hauptstraße 16 (Karte) | Gutshaus               |                       | 094 55232          | Baudenkmal     | Gutshaus               |
| Hauptstraße 25 bis 27, 29, 30, 33, (38), 39 (Karte) | Straßenzug             |                       | 094 55244          | Denkmalbereich | Straßenzug             |
| Hauptstraße 39 (Karte) | Portal                 |                       | 094 55235          | Baudenkmal     | BW                     |

### Johannashall
| Lage                | Bezeichnung | Beschreibung                                                                                      | Erfassungs- nummer | Ausweisungsart | Bild  |
| ------------------- | ----------- | ------------------------------------------------------------------------------------------------- | ------------------ | -------------- | ----- |
| Promenade 1 (Karte) | Villa       | Villa Hofmann, stattliches Wohnhaus sowie Hofgebäude und Garten mit Belvedere, Anfang des 20. Jh. | 094 55166          | Baudenkmal     | Villa |

### Kloschwitz
| Lage                                     | Bezeichnung    | Beschreibung | Erfassungs- nummer | Ausweisungsart | Bild           |
| ---------------------------------------- | -------------- | --- | ------------------ | -------------- | -------------- |
| (Karte)                                  | Brücke         | Gutgeformtes metallenes Geländer auf der Brücke am Ortseingang aus Richtung Trebitz, vermutlich aus den 1950er Jahren                                     | 094 55162          | Baudenkmal     | Brücke         |
| (Karte)                                  | Friedhof       | Mitte des 19. Jahrhunderts angelegter Friedhof, schmiedeeisernes Eingangstor, schlichte Kapelle mit Gedenktafel für die Gefallenen des Ersten Weltkrieges | 094 55163          | Baudenkmal     | Weitere Bilder |
| (Karte)                                  | Kriegerdenkmal | Schlichter Gedenkstein für die Gefallenen des Ersten Weltkrieges                                                                                          | 094 55164          | Baudenkmal     | Kriegerdenkmal |
| Ankerstraße (alt: Hauptstraße) 8 (Karte) | Gasthof        | Gasthof „Zum Anker“, errichtet 1841, später angebauter Tanzsaal, über der Eingangstür Relief mit Inschrift und Anker                                      | 094 55165          | Baudenkmal     | Gasthof        |

### Krimpe
| Lage    | Bezeichnung | Beschreibung | Erfassungs- nummer | Ausweisungsart | Bild           |
| ------- | ----------- | ------------ | ------------------ | -------------- | -------------- |
| (Karte) | Kirche      |              | 094 55467          | Baudenkmal     | Weitere Bilder |

### Köllme
| Lage                                                                                                 | Bezeichnung  | Beschreibung | Erfassungs- nummer | Ausweisungsart | Bild           |
| --- | ------------ | --- | ------------------ | -------------- | -------------- |
| Am Steinbruch (Karte)                                                                                | Kirche       | St. Maria (Köllme) | 094 55405          | Baudenkmal     | Weitere Bilder |
| Am Steinbruch (alt: Straße der Einheit) 1 Bennstedter Straße 1 (Karte)                               | Häusergruppe | Wohnhäuser des 19. Jahrhunderts, im Ortseingangsbereich                                                                                      | 094 55604          | Denkmalbereich | Häusergruppe   |
| Landwirtschaftsring 1 bis 3, 8 bis 19 Zwischen den Flussläufen der Salza und des Würdenbachs (Karte) | Ortskern     | Ensemble ringförmig angeordneter, überwiegend stattlicher Gehöfte des 19. Jh., Lehm- und Bruchsteinbauten mit charakteristischer Einfriedung | 094 55602          | Denkmalbereich | Weitere Bilder |
| Landwirtschaftsring 15 (Karte)                                                                       | Taubenturm   | Im Hof eines Gehöftes befindlicher runder Bruchsteinbau mit hölzernem Aufsatz, 18. Jahrhundert                                               | 094 55600          | Baudenkmal     | BW             |
| Ringgasse 3 (Karte)                                                                                  | Wohnhaus     | Langgestreckter Bau auf ansteigendem Gelände mit massivem Erdgeschoss, schöne rundbogige Hofeinfahrt, 1728 errichtet                         | 094 55603          | Baudenkmal     | BW             |

### Lieskau
| Lage                                                                                    | Bezeichnung | Beschreibung | Erfassungs- nummer | Ausweisungsart | Bild           |
| --------------------------------------------------------------------------------------- | ----------- | --- | ------------------ | -------------- | -------------- |
| (Karte)                                                                                 | Denkmal     | Gedenkstein, sogen. Blutstein von Lieskau                                                                        | 094 55555          | Baudenkmal     | Denkmal        |
| Friedensstraße 8 Hallesche Straße 3 Kirchstraße 1c, 2 bis 9, 11, 11a, 12 bis 15 (Karte) | Straßenzug  | Wohnhäuser und Gehöfte entlang der Kirchstraße, Bauten des 18. bis frühen 20. Jahrhunderts                       | 094 55554          | Denkmalbereich | Straßenzug     |
| Hallesche Straße, Ecke Granauer Straße (Karte)                                          | Grenzstein  | Grenzstein, 2018 als Kleindenkmal ausgewiesen                                                                    | 094 77135          | Kleindenkmal   | Grenzstein     |
| Kirchstraße (Karte)                                                                     | Kirche      | Dorfkirche Lieskau                                                                                               | 094 55210          | Baudenkmal     | Weitere Bilder |
| Kirchstraße 5b (Karte)                                                                  | Gruft       | Erbbegräbnis der Familie Meinhardt, 1880/81 errichtetes Grufthaus mit Friesen und Dekor im neoromanischen Formen | 094 55553          | Baudenkmal     | Gruft          |

### Müllerdorf
| Lage                    | Bezeichnung    | Beschreibung | Erfassungs- nummer | Ausweisungsart | Bild           |
| ----------------------- | -------------- | --- | ------------------ | -------------- | -------------- |
| Kirchberg (Karte)       | Kriegerdenkmal | Kleine Anlage mit flacher Umzäunung am Fuße des Kirchberges mit Denkmal für die Gefallenen des Ersten Weltkrieges | 094 55596          | Baudenkmal     | Kriegerdenkmal |
| Kirchberg (Karte)       | Kirche         | St. Peter | 094 55408          | Baudenkmal     | Weitere Bilder |
| Mühlenstraße 13 (Karte) | Mühle          | Wassermühle | 094 55599          | Baudenkmal     | Mühle          |
| Mühlenstraße 20 (Karte) | Bauernhof      | Großes geschlossenes Gehöft aus der 1. Hälfte des 19. Jh., Einfahrt mit qualitätvollem Metalltor                  | 094 55597          | Baudenkmal     | BW             |
| Räther Weg 8 (Karte)    | Bauernhaus     | Gehöft aus der 2. Hälfte des 19. Jh. südöstlich des Kirchberges                                                   | 094 55598          | Baudenkmal     | Bauernhaus     |
| Räther Weg 9 (Karte)    | Grabstein      | Auf einem Privatgrundstück drei Grabsteine des 18./19. Jahrhunderts vom benachbarten Kirchhof                     | 094 55409          | Baudenkmal     | BW             |

### Naundorf
| Lage                   | Bezeichnung | Beschreibung | Erfassungs- nummer | Ausweisungsart | Bild           |
| ---------------------- | ----------- | ------------ | ------------------ | -------------- | -------------- |
| Zum Kirchblick (Karte) | Kirche      | St. Johannes | 094 55458          | Baudenkmal     | Weitere Bilder |

### Pfützthal
| Lage                                                                  | Bezeichnung  | Beschreibung | Erfassungs- nummer | Ausweisungsart | Bild           |
| --------------------------------------------------------------------- | ------------ | --- | ------------------ | -------------- | -------------- |
| (Karte)                                                               | Kirche       | St. Johannes Evangelist | 094 55324          | Baudenkmal     | Weitere Bilder |
| Gödewitzer Straße (alt: Salzmünder Straße) 2 (alt: 20) (Karte)        | Gutshof      | Aus der Bebauung des Ortes herausragender zweigeschossiger Massivbau von sieben Achsen in prägnanter Lage an einer Straßengabelung, 18. Jahrhundert | 094 55325          | Baudenkmal     | Gutshof        |
| Gödewitzer Straße (alt: Salzmünder Straße) 20, 19 (alt: 7, 8) (Karte) | Häusergruppe | Schlichtes ortstypisches Ensemble, zwischen Kirche und Gutshof gelegen, 19. Jahrhundert                                                             | 094 55326          | Denkmalbereich | Häusergruppe   |

### Quillschina
| Lage                                           | Bezeichnung | Beschreibung | Erfassungs- nummer | Ausweisungsart | Bild     |
| ---------------------------------------------- | ----------- | --- | ------------------ | -------------- | -------- |
| Kastanienweg 6,7 Lindenstraße 6 bis 12 (Karte) | Ortskern    | Im Wesentlichen ungestört erhaltene Gehöfte des späten 18. und 19. Jahrhunderts um einen kleinen U-förmigen Platz | 094 55584          | Denkmalbereich | Ortskern |

### Rumpin
| Lage | Bezeichnung | Beschreibung | Erfassungs- nummer | Ausweisungsart | Bild           |
| --- | ----------- | --- | ------------------ | -------------- | -------------- |
| Alte Feldstraße (Karte) | Friedhof    | Zur Kirche St. Johannes gehörende alte Friedhofsanlage mit zahlreichen, außergewöhnlich qualitätvollen, barocken Grabsteinen                              | 094 55168          | Baudenkmal     | Weitere Bilder |
| Alte Feldstraße (Karte) | Kirche      | Kirche St. Johannes der Evangelist, auf einem Hügel errichteter Saalbau mit Westquerturm, 1716/17 Um- und teilweiser Neubau                               | 094 55169          | Baudenkmal     | Weitere Bilder |
| Am Friedhof 1 (Karte) | Bauernhof   | Stattliche Hofanlage, den aus barocken Gehöften gebildeten Straßenzug abschließend, vermutlich 1. Hälfte des 18. Jh., Wirtschaftsgebäude jünger,          | 094 55170          | Baudenkmal     | Bauernhof      |
| Am Friedhof 1, 2, 3 Dorflage (alt: Mittelstraße) 1 bis 7 Alte Feldstraße (alt: Feldstraße) 4, 5 Friedeburger Straße 4 bis 10 (Karte) | Ortskern    | Um 1700 gegründete Siedlung, die barocken Hofanlagen in ihrer Geschlossenheit und dem nahezu ungestörten Erscheinungsbild in der Region einzigartig       | 094 55175          | Denkmalbereich | Weitere Bilder |
| Dorflage (alt: Mittelstraße) 2 (Karte)                                                                                               | Bauernhof   | Hofanlage aus Wohnhaus (errichtet 1715), Stall- und Scheunenbauten, heute Bildhauerhof Rumpin                                                             | 094 55173          | Baudenkmal     | BW             |
| Dorflage (alt: Mittelstraße) 4 (Karte)                                                                                               | Schäferei   | Geschlossene Hofanlage aus Anfang des 18. Jahrhunderts, Wohnhaus und Schafstall in Giebelstellung zur Straße und durch rundbogige Tordurchfahrt verbunden | 094 55174          | Baudenkmal     | BW             |
| Dorflage (alt: Mittelstraße) 6 (Karte)                                                                                               | Wohnhaus    | | 094 55176          | Baudenkmal     | BW             |
| Dorflage (alt: Mittelstraße) 7 (Karte)                                                                                               | Bauernhof   | | 094 55171          | Baudenkmal     | BW             |
| Friedeburger Straße 5 (Karte) | Wohnhaus    | Schlichtes Wohnhaus eines kleinen Gehöftes, frühes 18. Jahrhundert                                                                                        | 094 55172          | Baudenkmal     | Wohnhaus       |

### Räther
| Lage    | Bezeichnung | Beschreibung | Erfassungs- nummer | Ausweisungsart | Bild           |
| ------- | ----------- | ------------ | ------------------ | -------------- | -------------- |
| (Karte) | Kirche      |              | 094 55468          | Baudenkmal     | Weitere Bilder |

### Salzmünde
| Lage | Bezeichnung    | Beschreibung | Erfassungs- nummer | Ausweisungsart | Bild           |
| --- | -------------- | --- | ------------------ | -------------- | -------------- |
| Alter Bahnhof (alt: Am Bahnhof) (Karte) | Bahnhof        | | 094 97920          | Baudenkmal     | Bahnhof        |
| Am Rathaus bis 30, 30a, 31 bis 35 (Karte) | Siedlung       | Rathaussiedlung, erbaut zwischen 1918 und 1923 | 094 55316          | Denkmalbereich | Weitere Bilder |
| Am Rathaus 31 (Karte) | Rathaus        | | 094 55143          | Baudenkmal     | Weitere Bilder |
| Am Schlossberg (Karte) | Kriegerdenkmal | In den 1920er Jahren für Gefallene des Ersten Weltkrieges errichtet, nach 1989 Gedenktafeln für Gefallene des Ersten und Zweiten Weltkrieges und für Johann Gottfried Boltze                                                                   | 094 55050          | Baudenkmal     | Kriegerdenkmal |
| Am Schlossberg (Karte) | Denkmal        | | 094 76801          | Kleindenkmal   | BW             |
| Am Schlossberg 2 (Karte) | Torhaus        | Reich verzierte hölzerne Galerie als Verbindungsbau zwischen Gasthof Fortuna und benachbartem Wohnhaus, Ende des 19. Jahrhunderts | 094 55133          | Baudenkmal     | Torhaus        |
| Am Schlossberg 2 bis 4 Carl-Wentzel-Platz (alt: Platz der Freiheit) 1 bis 6 Fliedergasse (alt: Fliederweg) 1, 2, 9 Johann-Gottfried-Boltze-Straße 2 bis 5, 9, 11 bis 18 Parkweg 1 bis 4, 9 Straße der Einheit 14 Joh.-Gottfr.-Boltze-Str. ehemals Straße der Freundschaft (Karte) | Ortskern       | Zwischen 1820 und 1925 entstandener Ortskern, dessen Entwicklung eng verknüpft ist mit den Namen Johann Gottfried Boltze und Carl Wentzel | 094 76800          | Denkmalbereich | Ortskern       |
| Johann-Gottfried-Boltze-Straße 9 (Karte) | Gutshaus       | | 094 55328          | Baudenkmal     | Weitere Bilder |
| Johann-Gottfried-Boltze-Straße 11,12 (Karte) | Wohnhaus       | Zweistöckiger Fachwerkbau auf L-förmigen Grundriss mit flachem Scheunen- und Stallanbau, Ende des 19. Jh. | 094 55124          | Baudenkmal     | Weitere Bilder |
| Platz der Einheit (Karte) | Waage          | | 094 55131          | Baudenkmal     | BW             |
| Schulstraße 3 (Karte) | Bethaus        | | 094 55136          | Baudenkmal     | Weitere Bilder |
| Sportlerweg (Karte) | Speicher       | 1938, von Carl Wentzel errichtete Speicherbauten für Getreide an der Saale | 094 55092          | Baudenkmal     | Weitere Bilder |
| Straße der Einheit (Karte) | Denkmal        | Gedenkstein für die Heilige Elisabeth von Thüringen auf dem sogen. Bierhügel | 094 55145          | Baudenkmal     | Weitere Bilder |
| Straße der Einheit (Karte) | Friedhof       | Friedhof und Kapelle, Friedhofsanlage mit reichem Baumbestand, Erbbegräbnis der Gutsbesitzerfamilie Boltze/Zimmermann nach Entwurf von Fritz Schaper um 1868, seit einigen Jahren aufgegeben und gekennzeichnet durch zunehmende Verwahrlosung | 094 55134          | Baudenkmal     | Weitere Bilder |
| Straße der Einheit (Karte) | Pavillon       | | 094 55051          | Baudenkmal     | BW             |
| Straße der Einheit (Karte) | Wohnhaus       | | 094 55144          | Baudenkmal     | BW             |
| Straße der Einheit 8 (Karte) | Wohnhaus       | Um 1860 für die Angestellten der Boltzeschen Betriebe errichteter anspruchsvoller Ziegelbau mit Rundbogenfenstern | 094 55142          | Baudenkmal     | Weitere Bilder |
| Straße der Einheit 11 (Karte) | Scheune        | Kleines Hofgebäude mit Satteldach und Holzschnitzereien an der Giebelblende, durch Sanierung verändert | 094 55135          | Baudenkmal     | Scheune        |
| Straße der Einheit 13 (Karte) | Villa          | 1921/22 innerhalb eines weitläufigen Gartens errichtete Villa, ursprünglich Verwalterwohnhaus des Wentzelschen Gutes | 094 55120          | Baudenkmal     | BW             |
| Ziegelei 1, 2, 2a, 3 bis 13 (Karte) | Ziegelei       | Ehemalige, von Johann Gottfried Boltze 1832 errichtete Ziegelei | 094 76799          | Denkmalbereich | Weitere Bilder |

### Schiepzig
| Lage                                                                                 | Bezeichnung | Beschreibung                                                   | Erfassungs- nummer | Ausweisungsart | Bild           |
| ------------------------------------------------------------------------------------ | ----------- | -------------------------------------------------------------- | ------------------ | -------------- | -------------- |
| An der Aue 1 bis 4, 7 Geschwister-Scholl-Straße 1 bis 6 Kirchblick 13 bis 16 (Karte) | Straßenzug  | Durch stattliche Gehöfte geprägter Straßenzug, 19. Jahrhundert | 094 55582          | Denkmalbereich | Weitere Bilder |
| Kirchblick (Karte)                                                                   | Kirche      | St. Helena                                                     | 094 55327          | Baudenkmal     | Kirche         |

### Schochwitz
| Lage                                                                  | Bezeichnung     | Beschreibung | Erfassungs- nummer | Ausweisungsart               | Bild           |
| --------------------------------------------------------------------- | --------------- | --- | ------------------ | ---------------------------- | -------------- |
| (Karte)                                                               | St. Benedict    | Kirche | 094 55461          | Baudenkmal                   | Weitere Bilder |
| An der L 159, Gemarkung Schochwitz, Flur 18, Flurstücke 3/1, 3/2, 109 | Empfangsgebäude | Empfangsgebäude | 107 40096 005      | Teilobjekt eines Baudenkmals |                |
| Im Luppholz                                                           | Mausoleum       | Mausoleum bzw. Kapelle derer von Alvensleben im Luppholz | 094 97605          | Baudenkmal                   |                |
| Hoher Weg (alt: Hohe Straße), Friedhof (Karte)                        | Grabstein       | Zwei barocke Grabsteine für Nicolaus Mennicke (gest. 1726), Anspänner in Krimpe, und seine Frau Dorothea (gest. 1720), ovale Kartusche mit Inschrift, gerahmt von Putten, auf der Rückseite ausführliche Leichentexte, stark zugewachsen (Oktober 2021) | 094 55462          | Baudenkmal                   | Weitere Bilder |
| Lindenallee x Platz der Einheit 1 Schloßplatz 1, 4, 9, 10 (Karte)     | Platz           | Dörfliches Ensemble, bestehend aus der Lindenallee, ehemaliger Schlossmühle, Wirtschaftshof, Kirche, Pfarrhaus und Kriegerdenkmal; daran anschließend typisch dörflicher Straßenzug                                                                     | 094 55459          | Denkmalbereich               | Platz          |
| Schlossplatz 1 (Karte)                                                | Schloss         | Schloss Schochwitz | 094 55460          | Baudenkmal                   | Weitere Bilder |
| Schlossplatz 4 (Karte)                                                | Pfarrhaus       | Stattlicher Fachwerkbau aus der Zeit um 1600, wichtiger Bestandteil des städtebaulichen Ensembles von Schloss und Kirche am Schlossplatz | 094 55659          | Baudenkmal                   | Pfarrhaus      |

### Schwittersdorf
| Lage                                          | Bezeichnung | Beschreibung | Erfassungs- nummer | Ausweisungsart | Bild           |
| --------------------------------------------- | ----------- | --- | ------------------ | -------------- | -------------- |
| Alte Hauptstraße (alt: Hauptstraße) 5 (Karte) | Wohnhaus    | Bemerkenswerter zweigeschossiger Bau mit ausgebautem Mansardgeschoss, laut Inschrift von 1893 | 094 55456          | Baudenkmal     | BW             |
| Naundorfer Straße (Karte)                     | Kirche      | Die evangelische Kirche St. Vitus ist ein Ziegelbau in gotisierenden Formen. Die um 1900 errichtete Kirche besitzt einen eingezogenen 5/8 Chor und einen quadratischen Westturm der von zweigeschossigen Anbauten flankiert ist. Im Innern befindet sich eine Holztonnendecke. Die Hufeisenempore und die Kanzel stammen aus der Zeit der Errichtung der Kirche. Der Taufstein wird mit einer Inschrift auf das Jahr 1617 datiert. Auf dem Friedhof befinden sich einige barocke Grabsteine. | 094 55455          | Baudenkmal     | Weitere Bilder |

### Trebitz
| Lage                                             | Bezeichnung | Beschreibung | Erfassungs- nummer | Ausweisungsart | Bild           |
| ------------------------------------------------ | ----------- | --- | ------------------ | -------------- | -------------- |
| Am Berg 6 (Karte)                                | Bauernhof   | Kleines Gehöft oberhalb der Kirche aus der Zeit um 1880 | 094 55176          | Baudenkmal     | Bauernhof      |
| An den Bauernsteinen (Karte)                     | Kirche      | Die evangelische Kirche St. Laurentius ist ein Bau aus Hausteinen aus dem Jahr 1854. Der Saalbau besitzt ein Satteldach und einen in den Saal einbezogenen, quadratischen Westturm. Die Apsis der Kirche ist polygonal ummantelt. An der Ost- und Westfassade befinden sich aufwendig gestaltete Staffelgiebel. | 094 55177          | Baudenkmal     | Weitere Bilder |
| Saalestraße (alt: Hallesche Straße) 11 (Karte)   | Wohnhaus    | Schlichter Bau in wichtiger Lage an einer Kurve, vermutlich als Schule Mitte des 18. Jahrhunderts errichtet | 094 55179          | Baudenkmal     | Wohnhaus       |
| Saalestraße (alt: Hallesche Straße) 3, 4 (Karte) | Gutshof     | Weiträumige Anlage aus der Mitte des 19. Jahrhunderts mit Altenteil von 1897, stattliche Ziegelbauten, Ställe und Scheune Bruchsteinbauten | 094 55178          | Baudenkmal     | Weitere Bilder |

### Wils
| Lage    | Bezeichnung | Beschreibung | Erfassungs- nummer | Ausweisungsart | Bild           |
| ------- | ----------- | --- | ------------------ | -------------- | -------------- |
| (Karte) | Kirche      | Der Bruchsteinbau mit eingezogenem Rechteckchor und Westturm befindet sich auf einer kleinen Anhöhe im Ort. Das Schiff und der Chor stammen in wesentlichen Teilen aus dem Jahr 1534. Der neugotische Turme wurde 1891 aus Ziegeln angefügt. Im Innern befindet sich eine hölzerne Flachdecke. Die Kanzel sowie die Westempore und ein farbiges Ostfenster stammen aus dem späten 19. Jahrhundert. | 094 55529          | Baudenkmal     | Weitere Bilder |

### Zappendorf
| Lage                                                                        | Bezeichnung  | Beschreibung | Erfassungs- nummer | Ausweisungsart | Bild           |
| --------------------------------------------------------------------------- | ------------ | --- | ------------------ | -------------- | -------------- |
| An der Ortsausfahrt nach Müllerdorf über die Laweke (Karte)                 | Brücke       | Kleine rundbogige Bruchsteinbrücke, 2. Hälfte des 19. Jahrhunderts, saniert im Jahr 2019                                              | 094 55407          | Baudenkmal     | Weitere Bilder |
| Am Ortsausgang in Richtung Müllerdorf (Karte)                               | Friedhof     | Friedhof mit schlichter Kapelle in neoromanischen Formen, bemerkenswert das Grabmal des Mühlenbesitzers Franz Tannroth von 1886       | 094 55593          | Baudenkmal     | Weitere Bilder |
| Am Wehr 1 bis 4 Bergstraße 21 Straße der Freundschaft 37 bis 43, 47 (Karte) | Straßenzug   | Stattliche Gehöfte, malerisch gelegen, aus der 1. Hälfte des 19. Jahrhunderts                                                         | 094 55592          | Denkmalbereich | Straßenzug     |
| An der Salzbrücke (Karte)                                                   | Bildstock    | Betsäule | 094 55404          | Baudenkmal     | Weitere Bilder |
| Fleischergasse 1 (Karte)                                                    | Wohnhaus     | Nahe der Kirche gelegenes Wohnhaus eines kleinen Gehöfts aus dem 19. Jh., prägnant durch seine Ecklage                                | 094 55591          | Baudenkmal     | BW             |
| Fleischerstraße 12 (Karte)                                                  | Kirche       | Katholische St.-Elisabeth-Kirche, 1868/69 erbaut.                                                                                     | 094 55590          | Baudenkmal     | Weitere Bilder |
| Schachtstraße 8 bis 15 (Karte)                                              | Straßenzeile | Um 1906 errichtete Wohnhäuser für die Arbeiter des Kalischachts, Bebauung auf einem Hang am Südwestrand des Dorfes landschaftsprägend | 094 55595          | Denkmalbereich | Straßenzeile   |
| Straße der Freundschaft 48 (Karte)                                          | Mühle        | | 094 55403          | Baudenkmal     | Weitere Bilder |

### Zörnitz
| Lage                                                   | Bezeichnung | Beschreibung | Erfassungs- nummer | Ausweisungsart | Bild |
| ------------------------------------------------------ | ----------- | ------------ | ------------------ | -------------- | ---- |
| Zörnitzer Berg (alt: Am Berg) 1, 2 (alt: 1, 6) (Karte) | Platz       |              | 094 55457          | Denkmalbereich | BW   |

## Ehemalige Kulturdenkmale nach Ortsteilen

### Gödewitz
| Lage                                  | Bezeichnung  | Beschreibung | Erfassungs- nummer | Ausweisungsart | Bild |
| ------------------------------------- | ------------ | ------------ | ------------------ | -------------- | ---- |
| Pfützthaler Straße 9 (Karte)          | Gasthof      |              | 094 55320          |                | BW   |
| Pfützthaler Straße 12, 13, 15 (Karte) | Straßenzeile |              | 094 55319          |                | BW   |
| Ringstraße 1 (Karte)                  | Bauernhof    |              | 094 55323          |                | BW   |

### Höhnstedt
| Lage           | Bezeichnung | Beschreibung | Erfassungs- nummer | Ausweisungsart | Bild |
| -------------- | ----------- | ------------ | ------------------ | -------------- | ---- |
| Hauptstraße 17 | Bauernhof   |              | 094 55233          |                |      |

### Köllme
| Lage                  | Bezeichnung | Beschreibung | Erfassungs- nummer | Ausweisungsart | Bild |
| --------------------- | ----------- | ------------ | ------------------ | -------------- | ---- |
| Straße der Einheit 34 | Wohnhaus    |              | 094 55601          |                |      |
| Straße der Einheit 37 | Gasthof     |              | 094 55406          |                |      |

### Schiepzig
| Lage                       | Bezeichnung | Beschreibung          | Erfassungs- nummer | Ausweisungsart | Bild |
| -------------------------- | ----------- | --------------------- | ------------------ | -------------- | ---- |
| Lettiner Straße 27 (Karte) | Gasthaus    | Zur preußischen Krone | 094 55583          |                | BW   |

### Schochwitz
| Lage                                   | Bezeichnung | Beschreibung | Erfassungs- nummer | Ausweisungsart | Bild |
| -------------------------------------- | ----------- | ------------ | ------------------ | -------------- | ---- |
| Dorfstraße 3,4,5,6,7,8,9,10,1,12,13,14 |             |              | 094 77083          |                |      |

### Zappendorf
| Lage                          | Bezeichnung  | Beschreibung | Erfassungs- nummer | Ausweisungsart | Bild |
| ----------------------------- | ------------ | ------------ | ------------------ | -------------- | ---- |
| Schachtanlage 1, 2, 3 (Karte) | Häusergruppe |              | 094 55594          |                | BW   |

## Legende
In den Spalten befinden sich folgende Informationen:
- Lage: Nennt den Straßennamen und wenn vorhanden die Hausnummer des Kulturdenkmals. Die Grundsortierung der Liste erfolgt nach dieser Adresse. Der Link „Karte“ führt zu verschiedenen Kartendarstellungen und nennt die geographischen Koordinaten.
Link zu einem Kartenansichtstool, um Koordinaten zu setzen. In der Kartenansicht sind Baudenkmale ohne Koordinaten mit einem roten bzw. orangen Marker dargestellt und können in der Karte gesetzt werden. Baudenkmale ohne Bild sind mit einem blauen bzw. roten Marker gekennzeichnet, Baudenkmale mit Bild mit einem grünen bzw. orangen Marker.
- Offizielle Bezeichnung: Nennt den Namen, die Bezeichnung oder zumindest die Art des Kulturdenkmals und verlinkt, soweit vorhanden, auf den Artikel zum Objekt.
- Beschreibung: Nennt bauliche und geschichtliche Einzelheiten des Kulturdenkmals, vorzugsweise die Denkmaleigenschaften.
- Erfassungsnummer: Für jedes Kulturdenkmal wird in Sachsen-Anhalt eine 20stellige Erfassungsnummer vergeben. Die letzten zwölf Ziffern werden für die Untergliederung nach Teilobjekten genutzt und werden nur angegeben, soweit vergeben. In dieser Spalte kann sich folgendes Icon  befinden, dies führt zu Angaben zu diesem Baudenkmal bei Wikidata.
- Ausweisungsart: Die Einordnung des Denkmales nach § 2 Abs. 2 DenkmSchG LSA
- Bild: Ein Bild des Denkmales, und gegebenenfalls einen Link zu weiteren Fotos des Kulturdenkmals im Medienarchiv Wikimedia Commons. Wenn man auf das Kamerasymbol klickt, können Fotos zu Kulturdenkmalen aus dieser Liste hochgeladen werden: